# Tmesisternus fumatus
Tmesisternus fumatus är en skalbaggsart som beskrevs av J. Linsley Gressitt 1984. Tmesisternus fumatus ingår i släktet Tmesisternus och familjen långhorningar.
Artens utbredningsområde är Irian Jaya. Inga underarter finns listade i Catalogue of Life.